# 短鳍斜齿鲨
短鳍斜齿鲨（学名：Scoliodon palasorrah）为真鲨科斜齿鲨属的鱼类。分布于红海、印度洋、西南太平洋、日本南部和朝鲜釜山以及南海等海域，生活习性为暖水性。该物种的模式产地在Vizagapatam、Madras。